# شهرستان ووگونگ
شهرستان ووگونگ (به لاتین: Wugong County) یک شهرستان‌های جمهوری خلق چین در چین است که در شیان‌یانگ واقع شده‌است.